# Питоны 3000
Питоны 3000 — российская рок-группа из Пензы, основанная в 2006 году бас-гитаристом Александром Казаковым, который спустя три года покинул коллектив, завершив музыкальную карьеру. На момент своего рождения «Питоны 3000» состояли из четырех музыкантов: Александра Казакова (бас-гитара), Михаила Кривова (вокал), Евгения Темногрудова (гитара) и Максима Епишова (ударные). Стоит отметить, что первоначально вокалистом «Питонов» был Андрей Нехороших, но период пребывания в коллективе был слишком коротким. Первый альбом, который получил название «Хорошие манеры плохого тона», группа записала в 2009 году, презентовав его на совместном выступлении с группой «Бригадный подряд».
Однако дебютное громкое выступление стало последним для первого состава группы — Александр Казаков завершает свою музыкальную карьеру и группа распадается. В ноябре 2009 года Михаил Кривов, являясь единственным «выжившим» из первого состава, набирает новую команду и в том же месяце проходит первый концерт в обновленном составе. В феврале 2010 года состоялся первый выезд из Пензы и оказался он очень успешным — группа побеждает в номинации «панк-рок» на Всероссийском фестивале «Рок-Февраль», проходившем в городе Иваново. После такого успеха «Питоны 3000» начинают работу по записи нового альбома, но группу неожиданно покидает гитарист Дмитрий Сёмин, место которого занимает сессионный гитарист Александр Солдатов.
Ровно через год после своего воскрешения «Питоны 3000» утверждают окончательный состав, который актуален и на сегодняшний день. Вокалистом, руководителем и фронтменом, как и прежде, остается Михаил Кривов, позицию бас-гитариста забирает себе Андрей Чуприков, гитаристом становится Артем Лапшов, за барабанную установку садится Вячеслав Круминг. Этот состав в 2011 году выпускает ЕР «Просто-дешево», который презентует в родной Пензе, а также в Саранске и Саратове. Позже (в 2015 году) на позицию трубача приходит Юрий Белоногов, а на роль ритм-гитариста в 2019 году к команде присоединяется Алексей Алёшкин.
Несмотря на то, что изначально группа зарождалась под знаменами «панк-рока», в настоящее время «Питоны-3000» не придерживаются какого-то отдельного направления. Сегодня в творчестве пензенского коллектива активно прослеживаются черты поп-рока, ска, поп-панка, рэпкора, рага-рока, дэнс-попа и, естественно, «врожденного» панк-рока. Благодаря своему музыкальному разнообразию группа завоевала любовь многих слушателей не только на региональном уровне, но и по всей стране. Являясь участниками различных музыкальных фестивалей, «Питоны 3000» успели совместно поработать с таким группами, как «Блондинка Ксю», «Want you now», «Multipass», а так же выступить на разогреве более именитых «Бригадного подряда» и «Ленинграда». В 2023 году Алексей Алёшкин уходит из состава, и к ним присоединился Владимир Тюрин.

## История
История одного из самых популярных музыкальных коллективов Пензы начинается с группы «Тетрис». Именно в этой «школьной» группе начал свой творческий путь Александр Казаков. Стоит отметить, что основной музыкальный инструмент (бас-гитара) будущий основатель «Питонов» взял исключительно по причине самого слабого в группе навыка игры на гитаре. Когда «Тетрис» распался, желание играть у Казакова только увеличивалось. Так на руинах бывшей группы родился новый коллектив, куда, помимо самого Александра, пришел и экс-барабанщик Максим Епишов, более известный как «Макас».

Бессменный гитарист — Женя Темногрудов. Прошёл со мной с начала до конца. По натуре — панк, музыкальной грамотности — ноль! Но я позвал его и не ошибся: в голове ритмика песен приобретает у него особый характер, своими соло он сделал «Питонов». Потом позвали Мишу Кривова, он пришёл и сделал всех «Питонов 3000»: на моей совести «поднос», чтобы преподнести, а Миша стал фужером шампанского.
— Александр Казаков
В мае 2009 года выходит первый альбом, группа выступает на разогреве у питерских панков из «Бригадного подряда». Собственно, это было первое крупное и, одновременно, последнее выступление первого состава: сначала, перебравшись в столицу, группу покинул «Макас», периодически выступавший как сессионщик у некоторых московских музыкантов, затем сам Казаков отказывается выступать без основного ударника, а вместе с ним и бессменный гитарист Темногрудов. Так Михаил Кривов остался один — с этого момента и началась новая история пензенской группы.

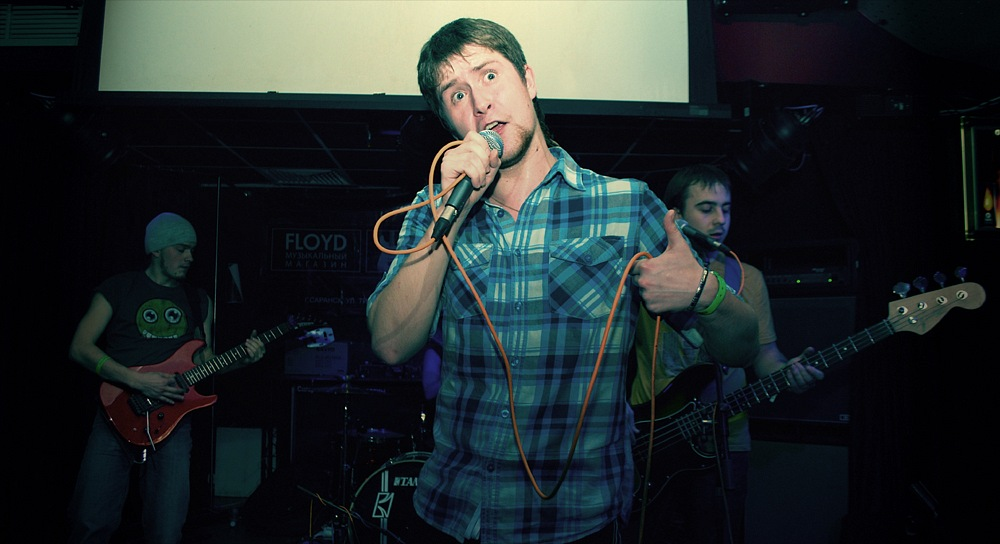
Концерт в Саранске, 2010 год

Сначала к Михаилу присоединился Андрей Чуприков, с которым они были знакомы с детства и даже периодически выступали в рамках музыкального проекта сегодняшнего бас-гитариста «Питонов». Потом Слава Круминг, игравший в тот момент в группе «Dead Letters», изъявил желание стать основным барабанщиком «Питонов». В настоящий момент Слава параллельно выступает вместе с коллективом «Король вечного сна» — трибьютом группы «Король и Шут». К концу 2010 года в «Питонах» появляется гитарист Артём Лапшов, решивший сменить хеви-метал на что-то более легкое.
Репертуар пришлось писать заново, поскольку бывший лидер Александр Казаков запретил исполнять песни, написанные им (хотя позже в ходе беседы с Михаилом экс-басист первого состава отменил этот запрет). Стиль написания песен не изменился — энергетика, ирония и «стеб» продолжали преобладать в творчестве «Питонов».

## Стиль музыки

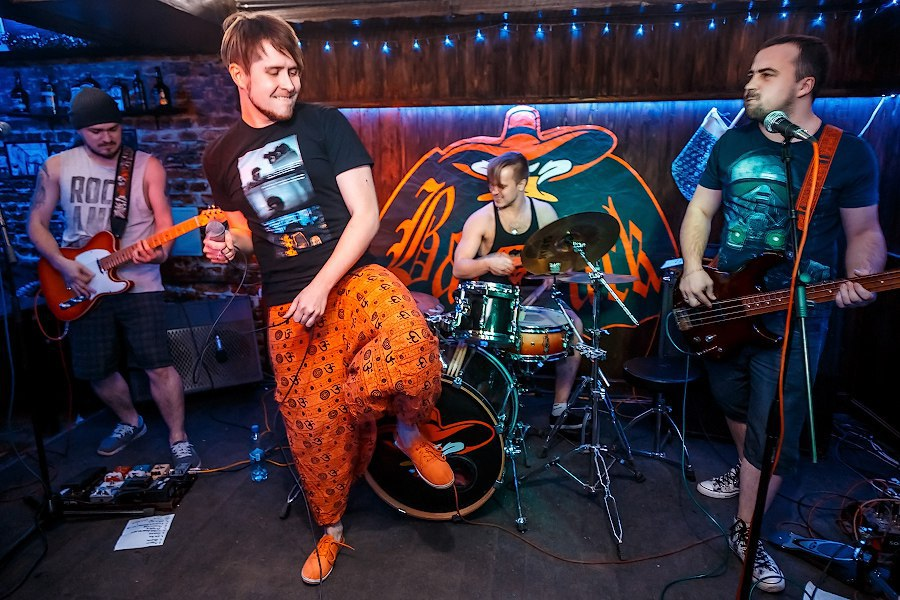
Саратов, рок-бар «BarDuck», 2017 год

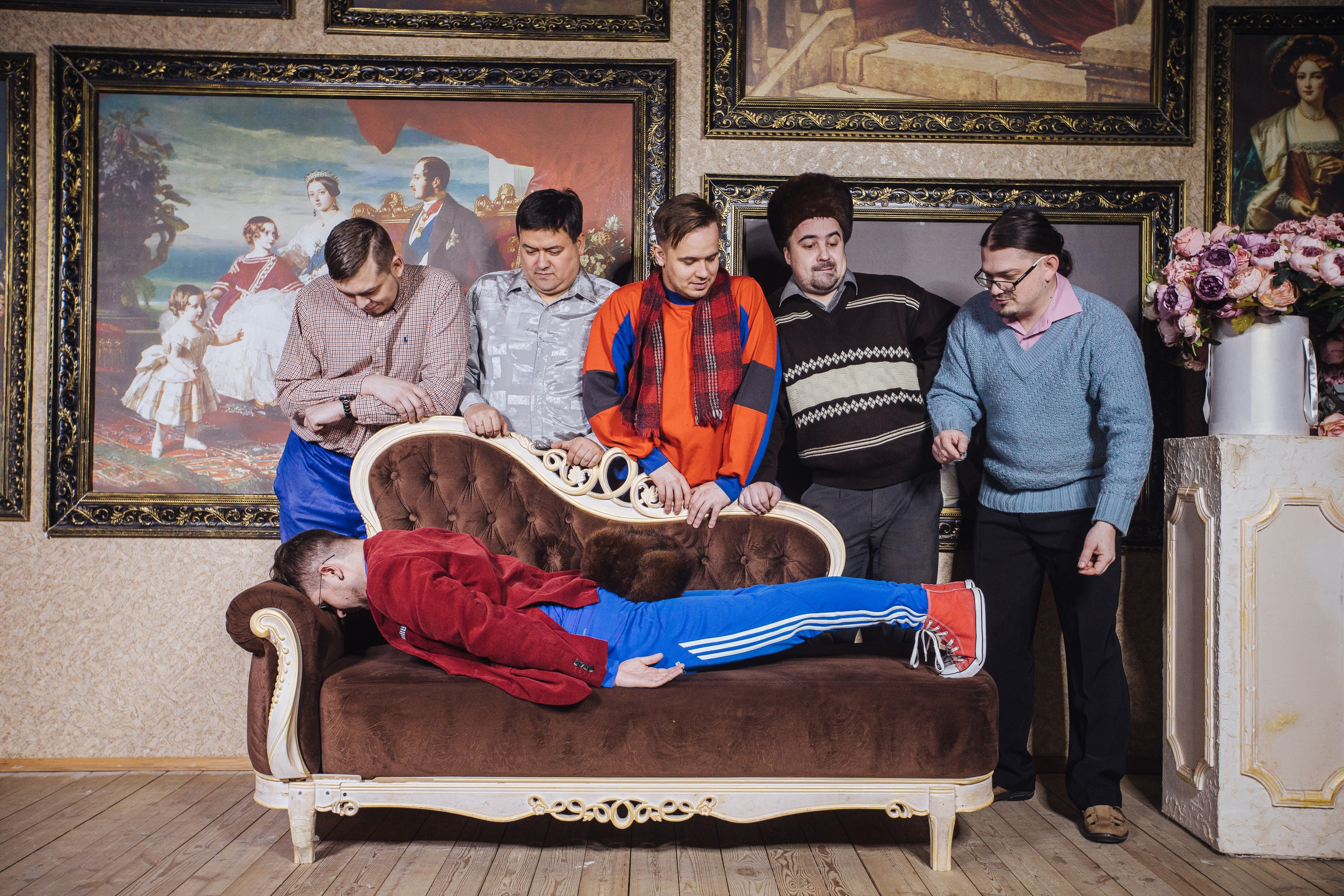
Питоны 3000

В истоках своего существования «Питоны 3000» были панк-проектом, однако довольно быстро расширили свой репертуар другими рок-направлениями. Сегодня их песни сочетают в себе преимущественно элементы поп-рока, поп-панка и ска. Сами музыканты утверждают, что подобный жанровый разброс вовсе не связан с попытками понравиться максимальному количеству слушателей. По их словам, музыка — это способ получения удовольствия и каждая песня делается, в первую очередь, для себя.
Автором музыки и текстов является Михаил Кривов. Слова песен являют собой синтез чего-то ироничного и загадочного, а подача выполняется в привычном для рок-музыки стиле «не для всех». Творчество «Питонов» предполагает не просто прослушивание композиций, а уже привычное в рок-среде «додумывание под себя».

## Другие проекты
Помимо музыки группа «Питоны 3000» занимается производством собственного сериала под названием «Догнать мейнстрим Архивная копия от 19 мая 2021 на Wayback Machine», серии которого периодически выходят на видео-платформе YouTube. Данный проект — личная инициатива Михаила Кривова, где он является одновременно автором сценария и режиссёром. Парни снимают жизнь группы в художественном стиле. По словам самих музыкантов, с ними часто случаются различные интересные ситуации, которые вполне можно взять за основу видео-продукта.
Также «Питоны 3000» засветились в другом популярном интернет-сериале — «Зёма» (YouTube-канал «Красавица и Чудовище Архивная копия от 19 мая 2021 на Wayback Machine»), где их песни («Нет ума», «Клевая», «Не гордая», «Последняя матерная песня о любви») стали основным музыкальным сопровождением сериала, а Андрей Чуприков и Михаил Кривов сыграли эпизодические роли.
Помимо вышеуказанного, группа периодически выступает в роли гостя на различных передачах. Например, в 2013 году гитарист Артём Лапшов побывал на региональном пензенском канале "11 канал", где участвовал в одном из выпусков передачи "Клуб Фигаро", причем, постоянным соведущим тогда был как раз вокалист Михаил Кривов в паре с Сергеем Казаковым. В 2020 году "Питоны 3000" участвовали в программе "Концертник" Павла Прохоренкова Архивная копия от 28 июня 2021 на Wayback Machine. В 2021 году группа стала гостем пилотного выпуска проекта "#вкосухе" на ютуб-канале Шамиля Вяльшина Архивная копия от 28 июня 2021 на Wayback Machine.

## Состав группы

### Текущий состав
- Михаил Кривов — вокал (с 2006 года)
- Андрей Чуприков — бас-гитара (с 2009 года)
- Вячеслав Круминг — барабаны (с 2009 года)
- Артем Лапшов — гитара (с 2010 года)
- Юрий Белоногов — труба (с 2015 года)
- Владимир Тюрин — гитара (с 2023 года)

### Бывшие участники
- Александр Казаков — бас-гитара (2006—2009)
- Андрей Нехорошев — вокал (2006)
- Максим Епишов — барабаны (2006—2009)
- Евгений Темногрудов — гитара (2006—2009)
- Дмитрий Семин — гитара (2009—2010)
- Алексей Алешкин — гитара (с 2019 года)

## Дискография

### «Хорошие манеры плохого тона» (2009)
- Дебош (2:15)
- Здоровье (2:37)
- Несостоятелен (1:52)
- Реггей (2:36)
- Меньше проблем (3:00)
- Деньги жрут всё (3:08)
- Бутылки (2:14)
- Пальмы-тётки (3:05)
- Дональд Дак (2:17)
- Про питонов (2:52)

### Просто — Дёшево (EP) (2011)
- Ранетки (3:12)
- Олимпиада (2:07)
- Алкогольная (2:38)
- Мой документ (2:23)

### Не гордая (сингл) (2011)
- Не гордая 2:52

### Насмотрелись и наелись (2013)
- Весёлый стрём (2:40)
- 25см (3:38)
- Пила (2:39)
- Оптимизм (2:46)
- Один : один (2:44)
- Нет ума (3:14)
- Каникулы (1:58)
- Пороли (3:05)
- Попсовая (2:37)
- Так нам и надо (2:36)
- Кошки (3:20)
- Рюмка водки (3:20)

### Запасной инстинкт (EP) — 2014
- Раисяне (2:47)
- Русская — корпоративная (3:04)
- С.М.П. (3:39)
- Последняя матерная песня о любви (2:54)

### На свидание (сингл) (2015)
- На свидание (3:07)

### Клёвая [EP 2016]
- Кислород (3:54)
- Клёвая (3:11)
- Свет. Газ (3:04)
- Куры (4:36)
- Если верить песням (3:47)

### Мама (2019)
- Мама (4:20)

### Право голоса (сингл) (2020)
- Право голоса (3:27)

### Кто-то похожий (сингл) (2020)
- Кто-то похожий (2:45)